# Regionalzentrum
Regionalzentren sind nach der Fortschreibung des Landesentwicklungsplans 2018 im Freistaat Bayern regionale Zentren unterhalb der Metropolen und oberhalb der Oberzentren.
Die drei Regionalzentren in Bayern sind die Städte Regensburg, Ingolstadt und Würzburg.
Regionalzentren sollen als überregional bedeutsame Bildungs-, Handels-, Kultur-, Messe-, Sport-, Verwaltungs-, Wirtschafts- und Wissenschaftsschwerpunkte weiterentwickelt werden.